# سد درکاه
سد درکاه یک سد رسوب گیر در نزدیکی روستای درکاه و شهر گوهران در شهرستان بشاگرد استان هرمزگان است که بر روی رودخانه جگین در بالادست سد جگین احداث شده است. نوع سازه این سد بتنی - وزنی با هسته سنگی است. حجم مخزن این سد بسیار کوچک و فقط یک میلیون متر مکعب بوده و کارایی اصلی آن رسوب گیری می‌تواند باشد. سد درکاه دارای ۲۸ متر ارتفاع از بستر رود، ۸۵ متر طول تاج و ۳ متر عرض تاج می‌باشد.

## اهداف ساخت سد
جمشید عیدانی، مدیر عامل شرکت آب منطقه ای هرمزگان درسال ۱۴۰۱ بیان کرد که با ساخت این سد ضمن جلوگیری از ورود رسوبات به مخزن سد جگین و افزایش عمر مفید این سد می‌توان با جمع‌آوری سیلاب‌های مسیل منطقه درکاه و توزیع آن، منبع آب شرب مناسب و پایدار برای روستاهای پایین دست آن تأمین نمود. روستای درکاه با حدود ۲۰۰ خانوار جمعیت در شمالی‌ترین و مرتفع‌ترین بخش حوزه آبریز جگین واقع شده‌است. این ویژگی جغرافیایی سبب شده که بارندگی در این منطقه نسبت به سایر مناطق بشاگرد شدت بیشتری داشته و حتی در فصل تابستان نیز شاهد بارندگی باشیم. عدم قدرت کافی زمین در نگهداشت رطوبت، شیب تند اراضی منطقه و همچنین نبود سازوکار مناسب جهت ذخیره این بارش‌ها سبب شده روان آب حاصله به صورت جریان سیلابی مخرب در مدت زمان کوتاهی از منطقه خارج شود.